# Pointe de Châtelperron
La pointe de Châtelperron, ou aussi couteau de Châtelperron, est un outil de pierre taillée faisant partie des outils de la Préhistoire associé à l'industrie lithique du Châtelperronien dont il est l'un des outils principaux. 
La pointe de couteau de Châtelperron se présente comme une lame fine, rectiligne et de taille modeste, dont une extrémité est pointue et les bords tranchants.
L'outil est typique du Châtelperronien, culture archéologique que l'on retrouve en France et Espagne et datée entre 42 000 et 32 000 ans avant le présent. Toutefois, l'attribution du façonnage de l'outil à l'Homme de Néandertal ou à l'Homme moderne (voire les deux) fait encore l'objet de débats parmi les spécialistes.

## Fabrication

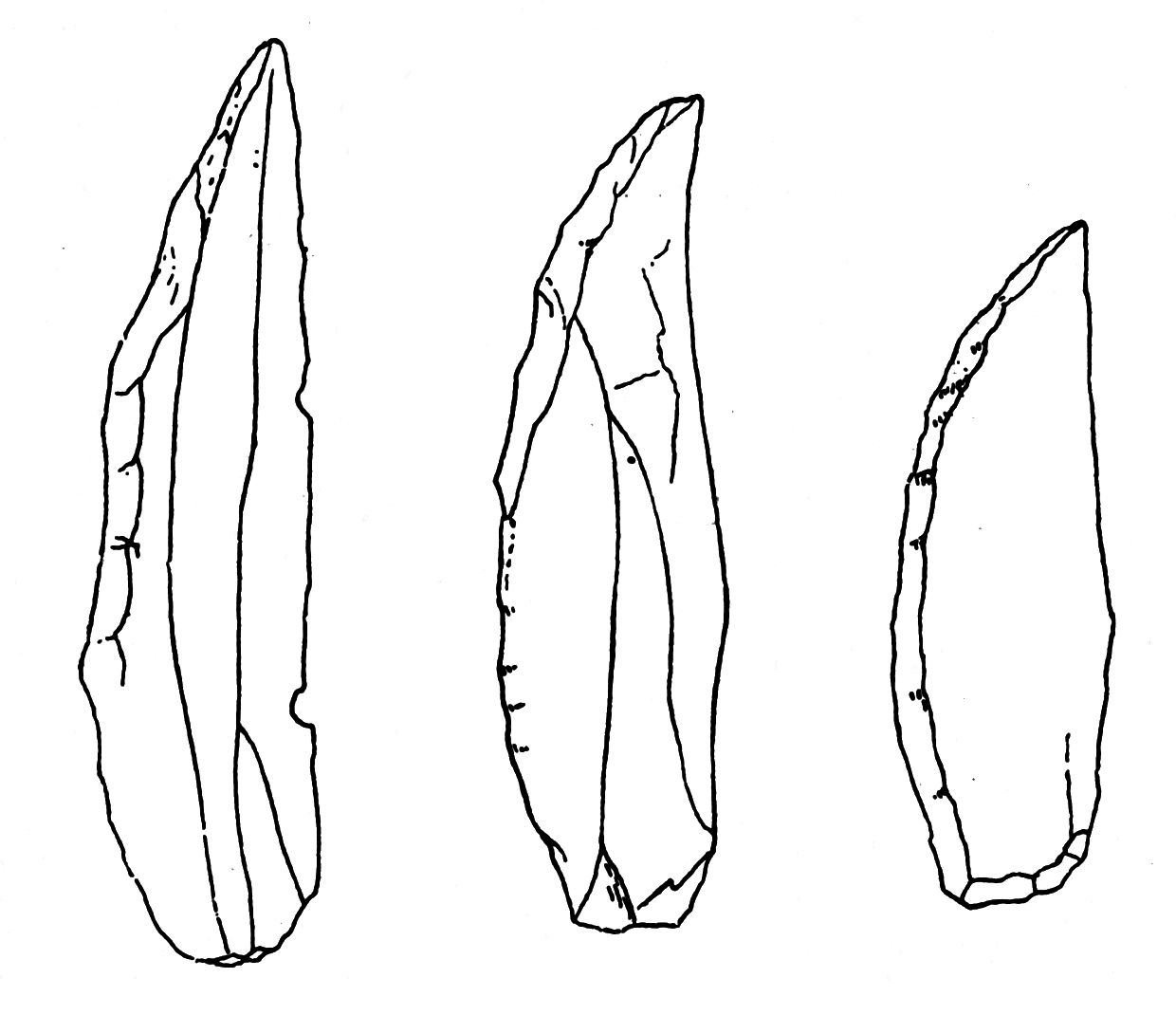
Pointes avec retouches côté lame

L'outil est d'abord un éclat extrait d'un nucléus par débitage laminaire avec plan de frappe opposé. L'éclat a alors la forme d'une lame pointue, fine et droite. Les bords sont ensuite retouchés pour leur donner du tranchant. La base de l'outil (opposé à la pointe) peut-être aussi retouché.

## Fonction
Le pointe a pu servir de couteau, toutefois la retouche à la base et l'analyse des traces (tracéologie) suggère l'emmanchement sur un projectile tel une sagaie.